# Кундеревич, Никодим Викторович
Никодим Викторович Кундеревич (14 ноября 1907, Киев — 28 сентября 1976, Москва) — генерал-майор ВС СССР, служивший в Народном Войске Польском.

## Биография
Потомок участников восстания 1863 года, отправленных в ссылку. Окончил в 1919 году гимназию в Киеве, в марте 1921 года вступил в РККА. Стенографист и наборщик текста в отделе образования г. Киева в 1922—1923 годах. С 1928 года — командир взвода РККА, позже дослужился до командира роты. В 1934 году окончил Военную академию имени М. В. Фрунзе в Москве. Проживал в Сызрани. 16 января 1938 года арестован по обвинению в антисоветской пропаганде (статья 58-10 УК РСФСР), 17 марта 1940 года особым совещанием при НКВД СССР приговорён к 3 годам заключения в исправительно-трудовом лагере.
В январе 1942 года освобождён, в августе 1942 года стал начальником штаба 117-го стрелкового полка. В мае 1943 года в звании капитана вступил в ряды Народного Войска Польского, назначен начальником отделения 1-й пехотной дивизии имени Т. Костюшко. Участник битвы под Ленино, позднее начальник штаба 1-й пехотной дивизии Войска Польского. В сентябре 1944 года переведён в 3-ю Померанскую пехотную дивизию имени Ромуальда Траугутта на должность начальника штаба. Участник форсирования Буга в июле 1944 года, сражений под Варшавой в сентябре 1944 года, наступлению на Быдгощ в марте 1945 года, форсированию Одера и выходу на Эльбу в апреле 1945 года.
После войны произведён в полковники, начальник штаба 14-й пехотной дивизии в Седльце. С 1 августа 1946 года — начальник штаба командования 7-го военного округа в Люблине, с июня 1948 года — начальник отдела Генерального штаба Войска Польского. 11 мая 1949 года произведён в генерал-майоры ВС СССР. 6 октября 1951 года награждён именным охотничьим ружьём по распоряжению К. К. Рокоссовского, министра обороны Польши. В декабре 1952 года начал вести курсы в Военной академии имени К. Е. Ворошилова в Москве, пока не вернулся в Польшу. В июне 1953 года окончательно завершил службу в Войске Польском.

## Награды
- Орден Virtuti Militari V степени (1945)
- Офицерский крест Ордена Возрождения Польши (1945)
- Орден «Крест Грюнвальда» III степени (1945)
- Золотой Крест Заслуги (1946)
- Серебряная медаль «Заслуженным на поле славы» (1943 и 1947)
- Бронзовая медаль «Вооружённые силы на службе Родине» (1951)
- Орден Красного Знамени (1945 и 1946)
- Орден Красной Звезды (1943 и 1944)